# Prix Méditerranée
 (mai 2024).
Le contenu est difficilement compréhensible vu les erreurs de traduction, qui sont peut-être dues à l'utilisation d'un logiciel de traduction automatique.
Le prix Méditerranée est un prix littéraire qui récompense chaque année depuis 1982 un ouvrage écrit en prose et en français (roman, essai, mémoires ou nouvelles) traitant d'un sujet méditerranéen.

## Historique
Le prix Méditerranée contribue depuis plus de trente ans à promouvoir à travers le livre cet espace de culture qu'est la mer Méditerranée. Il est parrainé par la ville de Perpignan, le conseil départemental des Pyrénées-Orientales, le conseil régional d'Occitanie et les caisses d'épargne du Languedoc-Roussillon.
En plus du prix principal institué en 1982, un prix Méditerranée étranger est décerné à un écrivain du bassin méditerranéen dont l'œuvre est traduite en français. Un prix Méditerranée des lycéens est créé en 1994, attribué par les élèves des classes de seconde des lycées de la région Languedoc-Roussillon et depuis 2017 de la nouvelle région Occitanie.

## Composition du jury
Le jury se réunit deux fois par an à Paris : une première fois, dans le courant du printemps, pour arrêter une sélection de cinq auteurs maximum et une seconde fois, avant l'été, pour attribuer les prix.
- André Bonet, fondateur du Centre Méditerranéen de Littérature, secrétaire général du jury
- Jean-Jacques Bedu, vice-président du Centre méditerranéen de littérature, délégué général du jury
- Fernand-Gérard Belledent, conservateur général honoraire des bibliothèques
- Henry Bonnier, président d'honneur du Centre méditerranéen de littérature
- Thierry Clermont, journaliste et écrivain
- Gérard Davoust, président des Éditions Raoul Breton
- Grégoire Delacourt, écrivain
- Yves Gazzo, membre de l’Académie des Sciences d’Outre-mer et conseiller Méditerranée du Grand-chancelier de l'Ordre souverain de Malte
- Albert Lourde, recteur de l'Université de la francophonie - Université Senghor d'Alexandrie
- Alexandre Najjar, écrivain, avocat et responsable de L'Orient littéraire, prix Méditerranée 2009, Grand prix de la Francophonie de l'Académie française.
- Patrick Poivre d'Arvor, journaliste et écrivain
- Éric Roussel, journaliste et écrivain, président de l'Institut Pierre-Mendès-France
- Joël Schmidt, journaliste et écrivain
- Bernard Thomasson, journaliste et écrivain

Alain Vircondelet, écrivain, universitaire 

## Liste des lauréats

### Prix Méditerranée étranger
- 1992 : Juegos de la edad tardía de Luis Landero
- 1993 : La Pyramide d'Ismail Kadaré
- 1994 : Barzakh de Juan Goytisolo
- 1995 : Soleils seconds d'Adonis
- 1996 : La Voix du sang : Salman le solitaire III d'Yachar Kemal
- 1997 : Le Tambour de papier de Besnik Mustafaj
- 1998 : Le Chemin de Jérusalem de Boutros Boutros-Ghali
- 1999 : La Lumière de la nuit de Pietro Citati
- 2000 : Il commanda l'Exodus d'Yoram Kaniuk
- 2001 : Le Cimetière des bateaux sans nom de Arturo Perez-Reverte
- 2002 : Baudolino d'Umberto Eco
- 2003 : Cabrera ou l'Empereur des morts de Baltasar Porcel
- 2004 : Sa seigneurie de Jaume Cabre
- 2005 : Tristano meurt d'Antonio Tabucchi
- 2006 : Neige d'Orhan Pamuk
- 2007 : À l'aveugle de Claudio Magris
- 2008 : Chaos calme de Sandro Veronesi
- 2009 : Le Cœur glacé d'Almudena Grandes
- 2010 : Scènes de vie villageoise d'Amos Oz
- 2011 : Jours d'Alexandrie de Dimitris Stefanakis
- 2012 : Dans la grande nuit des temps d'Antonio Muñoz Molina
- 2013 : L'Ange rouge de Nedim Gursel
- 2014 : Les Lois de la frontière de Javier Cercas
- 2015 : Prends garde de Milena Agus et Luciana Castellina
- 2016 : Les Yeux fardés de Lluís Llach[3]
- 2017 : Ce qui reste de la nuit d'Ersi Sotiropoulos
- 2018 : Une odyssée, un père, un fils, une épopée de Daniel Mendelsohn
- 2019 : Je reste ici de Marco Balzano
- 2020 : Borgo vecchio de Giosuè Calaciura[2]
- 2021 : Napoli mon amour d'Alessio Forgione
- 2022/2023 : La petite fille sous la neig de Javier Castillo
- 2024 : Chant pour l'Europe de Paolo Rumiz

### Prix Méditerranée des lycéens
- 2003 : L'Idée de Stéphane Jougla
- 2007 : Scream Test de Grégoire Hervier
- 2008 : Les Virus de l'ombre d'Hicham Charif
- 2009 : Dieu est un pote à moi de Cyril Massarotto
- 2013 : La Liste de mes envies de Grégoire Delacourt
- 2014 : Le Roman de Boddah d'Héloïse Guay de Bellissen
- 2015 : L'Éclaireur d'Isabelle Vouin
- 2016 : Alors vous ne serez plus jamais triste de Baptiste Beaulieu
- 2017 : L'Enfant des naufragés de Marie Urdiales
- 2018 : Ces rêves qu'on piétine de Sébastien Spitzer
- 2019 : La Chambre des merveilles de Julien Sandrel

### Autres lauréats
- 2014 :
  - Miguel Caballero, mention spéciale du jury du prix Méditerranée étranger, pour Les Treize Dernières Heures de la vie de Federico Garcia Lorca, éditions Indigènes.
  - Henri Lhéritier, prix Méditerranée Roussillon, pour Moi et Diderot (et Sophie !), éditions Trabucaire.
  - Jean Dauriach, mention spéciale du jury du prix Méditerranée Roussillon, pour Dans le fracas des camions. Matériel et camps automobiles des Républicains espagnols dans les Pyrénées-Orientales (1936-1940), éditions Trabucaire.
  - Abd Al Malik, prix Spiritualités d’Aujourd’hui (ex æquo), pour L'Islam au secours de la République, éditions Flammarion.
  - Michel Delpech, prix Spiritualités d’Aujourd’hui (ex æquo), pour J’ai osé Dieu, éditions Presses de la Renaissance.
  - Lorànt Deutsch, prix du livre Incorrect, pour Hexagone, éditions Michel Lafon.
  - Thierry Clermont, prix Méditerranée essai, pour San Michele, "Fiction & Cie", Seuil, 2014.
- 2018:
  - Bashkim Shehu, mention spéciale du jury, pour Le jeu, la chute du ciel traduit par Michel Aubry, Éditions des quatre vivants.
  - Cyril Dion, prix Méditerranée du Premier roman, pour Imago, Actes Sud.
  - Pierre Ducrozet, prix Méditerranée de l’essai 2018, pour Barcelone, histoire, Promenades, anthologie et dictionnaire, Éditions Robert Laffont.
  - Emmanuel Moses, prix Méditerranée Poésie 2018, pour le recueil Dieu est à l’arrêt du tram, Ed. Gallimard.
  - Cali, prix Méditerranée Roussillon 2018, pour son premier roman Seuls les enfants savent aimer, éditions du Cherche-Midi.

- 2019 :
  - Marco Balzano, prix Méditerranée étranger, pour Je reste ici traduit par Nathalie Bauer (Philippe Rey).
  - Yannick Haenel, prix Méditerranée de l’essai, pour La Solitude Caravage(Fayard)
  - Leïla Bahsaïn, prix Méditerranée du Premier roman, pour Le Ciel sous nos pas (Albin Michel)
  - Valérie Rouzeau, prix Méditerranée Poésie, pour son recueil Sens Averse (répétitions) (La Table Ronde)
  - Franck Thilliez, prix Méditerranée Polar, pour Le Manuscrit inachevé (Fleuve noir) 
    - Jean-Christophe Tixier, prix Méditerranée Polar du 1er roman, pour Les Mal-Aimés (Albin Michel)

  - Yasmina Khadra, prix Méditerranée du livre d’art, pour Ce que le mirage doit à l’oasis (Flammarion) illustré par Lassaâd Metoui
    - prix Méditerranée du livre d’art ex aequo, pour le catalogue de l’exposition du Grand Palais, Miró : la couleur de mes rêves, sous la direction de Jean-Louis Prat (Réunion des musées nationaux (RMN)

  - Patrick Gifreu, prix Méditerranée Roussillon pour l'ensemble de son œuvre
  - Grégory Tuban, prix Méditerranée Roussillon Essai, pour Camps d'étrangers, le contrôle des réfugiés venus d'Espagne (1939-1944) (Éditions du Nouveau Monde)

- 2020 :
  - Carles Diaz, prix Méditerranée Poésie, pour Sus la Talera / En Marge, livre bilingue Fr/Òc, traduction occitane par Joan-Pèire Tardiu (Abordo Éd.)
  - Fabrice Papillon, prix Méditerranée Polar, pour Régressions (Éd. Belfond)
  - Sylvain Chevauché, prix Méditerranée Roussillon, pour L'Histoire oublié de Casa Xanxo (Éditions Trabucaire et Michel Peus)
  - Loris Chavanette, prix Méditerranée du Premier roman, pour La Fantasia, (Éd. Albin Michel)
  - Jean-Marc de la Sablière, prix Méditerranée de l’essai, pour La Saga des Farnese (Éd. Robert Laffont)
  - Marco Caramelli, prix spécial du jury, pour Un beau désordre (Éd. Robert Laffont)

- 2022 : Cédric Sire, prix Méditerranée du Polar, pour La Saignée (Éd. Fayard , Le Livre de poche)
- 2023 : 
  - Christos Markogiannakis, prix Méditerranée du Polar, pour Qui a tué Lucy Davis? (Plon 2022)
  - Sébastien Cagnoli, prix Méditerranée Poésie, pour Espars (Le Ver à Soie 2023)

- 2024 : 
  - Paloma Hermina Hidalgo, prix Méditerranée poésie, pour Rien, le ciel peut-être (Sans escale, 2023), refusé par l'autrice.

### Les lauréats du Prix Méditerranée du Livre d'Art
- 2019: Prix "Beaux livres" Yasmina Khadra, illustré par des œuvres de Lassaâd Metoui; Ce que le mirage doit à l’oasis; Flammarion / Prix du catalogue; Miró : la couleur de mes rêves; sous la direction de  Jean-Louis Prat; Réunion des musées nationaux (RMN)
- 2018: Prix « Beaux livres » : Shakespeare à Venise, « Le Marchand de Venise » et « Othello », illustrés par la Renaissance vénitienne (Éditions Diane de Selliers)  et Prix du Catalogues , Jacques Majorelle de Félix et Amélie Marcilhac (Norma)
- 2017 : Nicolas Henry; Cabanes imaginaires autour du Monde; Albin Michel/ Coup de Cœur du Jury Titouan Lamazou; Œuvres vagabondes 1965-2015; Gallimard/ Prix du Catalogue Essentiel Paysage; Fondation Alliance
- 2016: Tim Benton; Le Corbusier à Cap-Martin; Editions du Patrimoine/ Coup de Cœur du Jury Ahmad Zaki; L'Univers à Paris, un lettré égyptien à l'Exposition Universelle de 1900; Norma/ Prix du Catalogue Made In Algeria; Coédition Hazan-Mucem
- 2015: Mehdi Ben Cheikh; Djerbahood; Albin Michel/ Coup de cœur du Jury Youssef Tohme; Intensive Beyrouth; Norma Editions/ Prix du Catalogue Lieux saints partagés, Chemin de traverse entre les monothéismes; Actes Sud